# مدیریت پسماند در کره جنوبی
مدیریت پسماند در کره جنوبی مدیریت پسماند در کره جنوبی شامل کاهش تولید زباله و تضمین حداکثر بازیافت زباله‌ها است. این فرایند شامل جمع‌آوری، حمل‌ونقل، پردازش مناسب و دفع نهایی پسماندهای جمع‌آوری‌شده می‌شود. قانون مدیریت پسماند کره جنوبی در سال ۱۹۸۶ تصویب شد و جایگزین قوانین قبلی یعنی قانون حفاظت از محیط زیست (مصوب ۱۹۶۳) و قانون کثافات و نظافت (مصوب ۱۹۷۳) گردید. هدف این قانون جدید، کاهش پسماندهای عمومی بر اساس هرم پسماند (یا سه اصل "کاهش، استفاده مجدد و بازیافت") در کره جنوبی بود.
این قانون، سیستم هزینه‌گذاری بر اساس حجم زباله را اجرایی کرد که برای زباله‌های حاصل از فعالیت‌های خانگی و صنعتی (یا پسماند جامد شهری) اعمال می‌شود.

## مدیریت پسماند

### مدیریت پسماند جامد
دولت کلان‌شهر سئول در دهه ۱۹۹۰، سیاست ملی مدیریت پسماند را با هدف پاسخ‌گویی به نیازهای روبه‌افزایش برای بهبود سیستم دفع زباله، متناسب‌سازی کرد. برای جلب رضایت عمومی، سئول تمرکز سیاست‌های مدیریت پسماند خود را برکمینه‌سازی پسماند و استفاده مجدد از آن‌ها قرار داد.
در ابتدا، پسماند جامد در کره جنوبی یک خطر زیست‌محیطی به‌شمار نمی‌رفت. در آن زمان، هیچ نگرانی قابل‌توجهی نسبت به خطرات زیست‌محیطی ناشی از حجم زباله‌های تولیدشده و دفن‌شده وجود نداشت.
دولت کره جنوبی با وجود حجم بالای تولید زباله، تنها بخشی از خدمات دفع زباله خانگی را تغییر داد. این امر در طول رونق اقتصادی کره که باعث افزایش تولید زباله‌های جامد شهری شد، قابل توجه بود. بین سال‌های ۱۹۷۰ تا ۱۹۹۰، میزان زباله جامد شهری تولید شده از ۱۲۰۰۰ تن به ۸۴۰۰۰ تن در روز افزایش یافت. این امر منجر به افزایش مشکلات دفع زباله در کره جنوبی شد. نرخ پایین بازیافت و افزایش تولید زباله‌های جامد، سهم زیادی در آلودگی محیط زیست داشته است. از آنجایی که به شدت به محل‌های دفن زباله تکیه می‌شد، زمین و آب آلوده شدند. آلودگی هوا نیز تحت تأثیر قرار گرفت زیرا محل‌های دفن زباله به انتشار گازهای خطرناک و آتش‌سوزی‌های پیش‌بینی نشده کمک می‌کردند.

### مدیریت آب

#### آلودگی آب

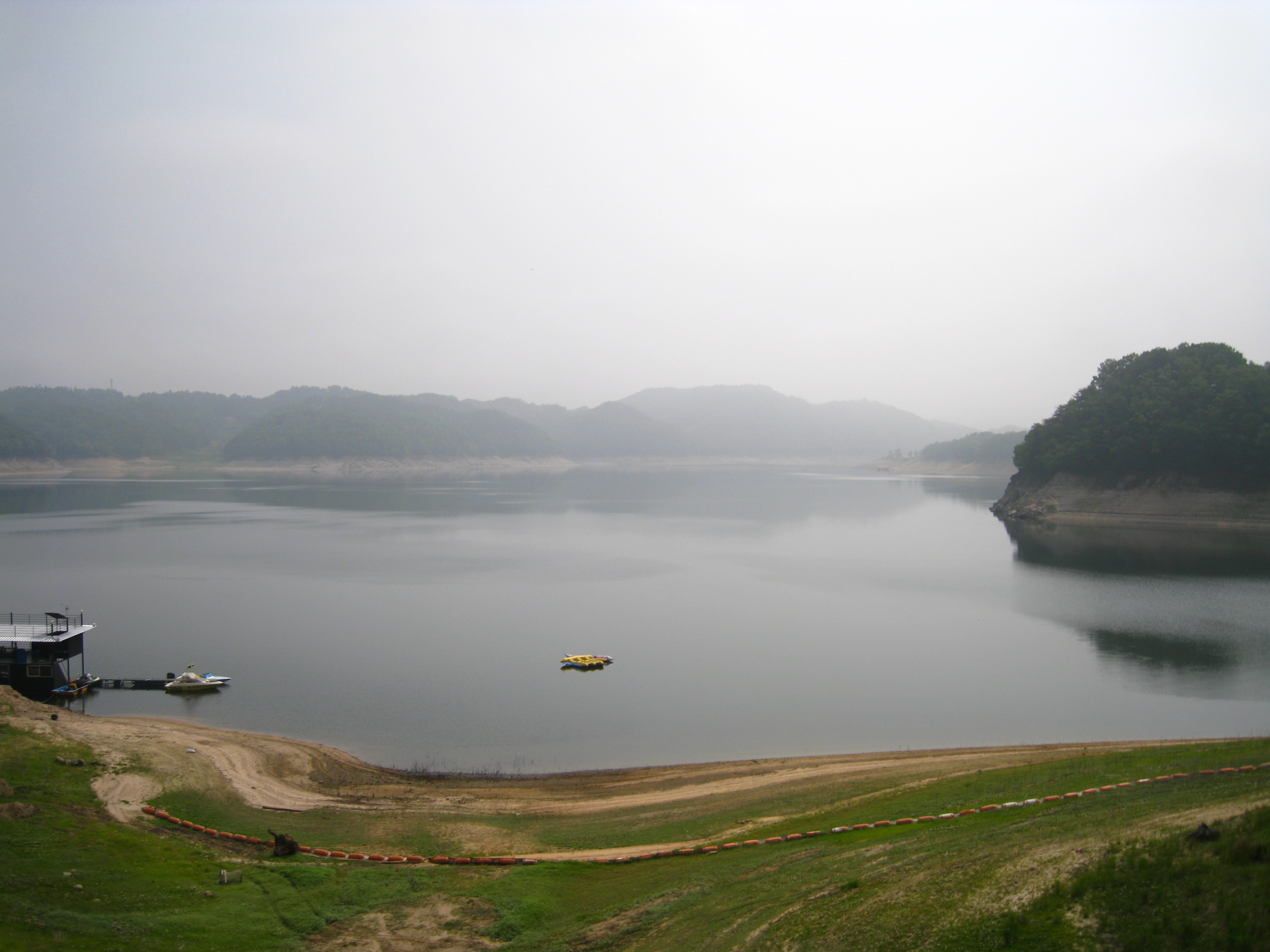
رودخانه ناکدونگ در کره جنوبی

رودخانه ناکدونگ یکی از نهرهای اصلی کره جنوبی و منبع اصلی آب آشامیدنی در استان گیونگ‌سانگ است. در طول دهه‌های گذشته، رشد جمعیت و صنعتی سازی در امتداد رودخانه ناکدونگ باعث آلودگی این نهر شده است. پسماند صنعتی و فاضلاب‌های صنعتی، همراه با زهکشی‌های شهری و کشاورزی، منجر به وخامت وضعیت رودخانه شدند.

#### تصفیه آب

لوگوی Arisu با قطره آب طراحی شده است.

آریسو یک تصفیه‌خانه آب است که در سئول واقع شده است. این مکان به عنوان منبع آب لوله‌کشی ایمن برای شهروندان سئول قرار گرفته است. آریسو آب خود را از رود هان تأمین می‌کند و برای اطمینان از کیفیت آب آشامیدنی، طبق توصیه سازمان جهانی بهداشت جهانی (WHO)، آزمایش‌های متعددی روی آن انجام می‌شود. موادی که برای آنها آزمایش شده شامل کلر، آهن و مس است. آریسو همچنین به‌طور سیستماتیک سرعت جریان آب را مدیریت می‌کند و کیفیت آب را در مراکز تصفیه کنترل می‌کند. گذشته از آن، دولت کلان‌شهر سئول چندین تصفیه‌خانه آب و مراکز تصفیه فاضلاب را برای اطمینان از بهبود کیفیت آب اداره می‌کند.

## بازیافت در کره جنوبی

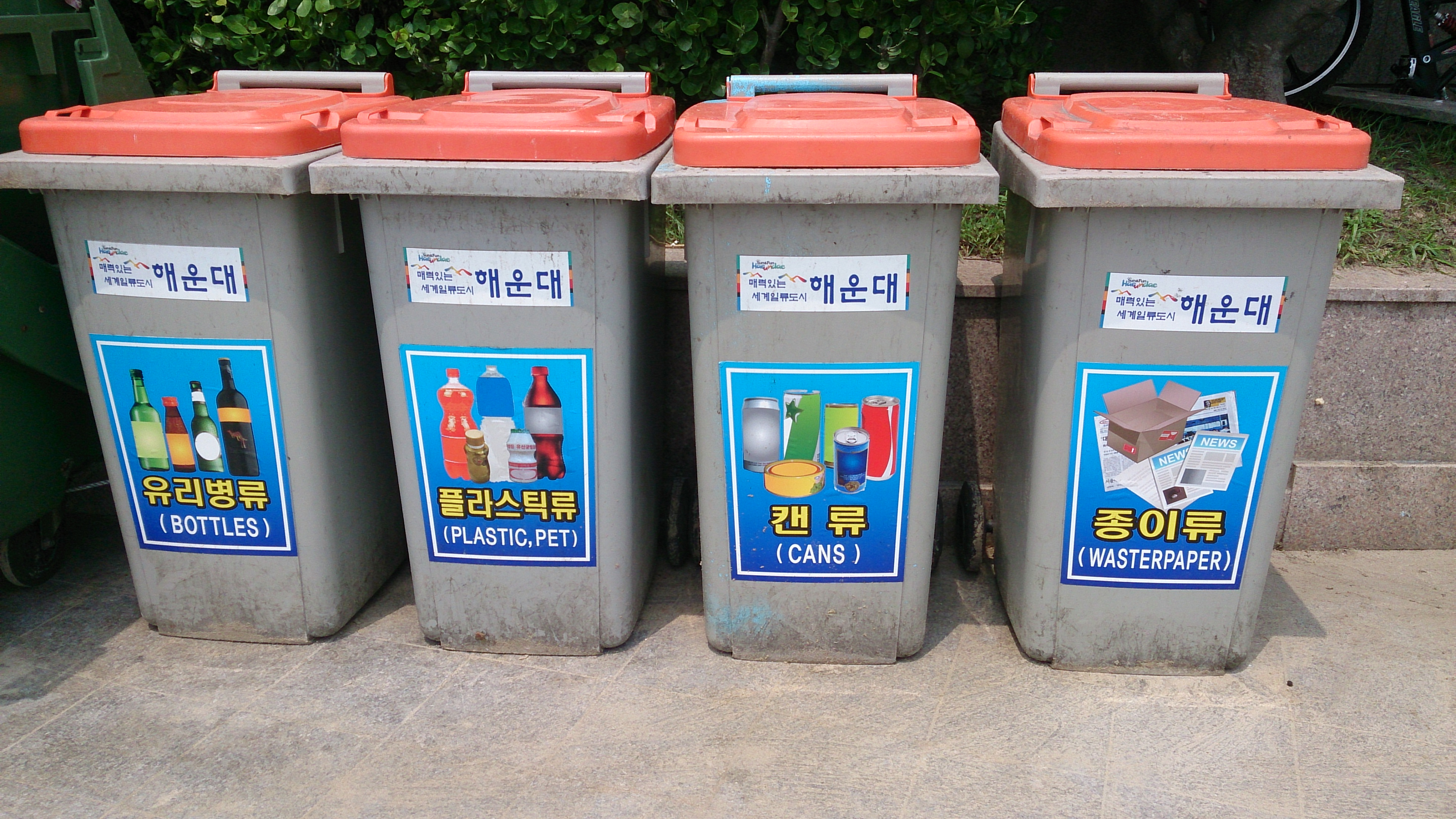
سطل‌های بازیافت در کره

جونگنیانگجه یک سیستم مدیریت پسماند سازمان‌یافته برای جمع‌آوری و استفاده مجدد مؤثر از زباله و منابع در کره جنوبی است. تمام زباله‌ها باید به زباله‌های عمومی، زباله‌های مواد غذایی، اقلام قابل بازیافت یا اقلام حجیم تفکیک شوند. اقلام حجیم شامل زباله‌هایی هستند که برای قرار گرفتن در کیسه‌های مخصوص دفع زباله، مانند مبلمان، لوازم برقی و وسایل اداری، بسیار بزرگ هستند. این اقلام حجیم نیاز به برچسب‌های مخصوص دارند که از ادارات منطقه‌ای قابل تهیه هستند. بازیافت در کره جنوبی ضروری است و اقلام قابل بازیافت بر اساس نوع ماده، از کاغذ گرفته تا پلاستیک، تقسیم‌بندی می‌شوند.